# تخمير حبوب الكاكاو

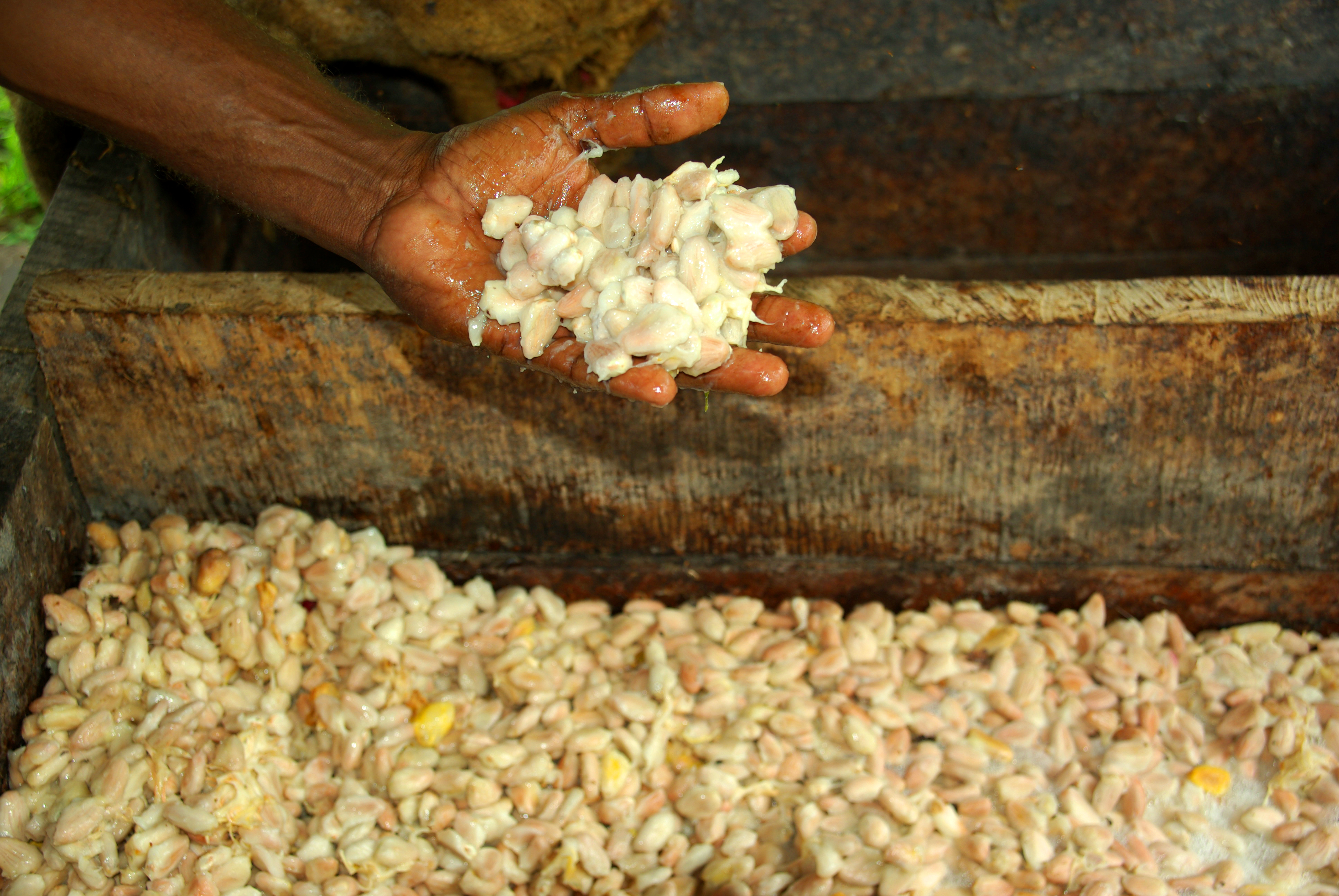
تخمير حبوب الكاكاو

تخمير حبوب الكاكاو في عملية التخمير تُجمع حبوب البن المُنزوعة من قرونها بالقرب من بعضها البعض. تُحلل الخميرة وبكتيريا حمض اللاكتيك وبكتيريا حمض الأسيتيك اللب المحيط بالحبوب وتُنتج مواد أولية تُعطي نكهة الشوكولاتة أثناء التحميص. كما تُقلل هذه العملية من المرارة وتُعطي الحبوب لونًا بنيًا أكثر.
ينقسم التخمير بين المعالجة في المزرعة والمعالجة المركزية حيث تشيع المعالجة في غرب أفريقيا بينما تشيع المعالجة المركزية في الأمريكتين وأجزاء من آسيا والمحيط الهادئ. في المعالجة في المزرعة وهي الطريقة المُتبعة في معظم عمليات التخمير تاريخيًا يُغلّف المزارعون حبوب الكاكاو بأوراق لمدة خمسة أيام تقريبًا أو ينقلونها بين صناديق خشبية يوميًا. في بعض البلدان مثل إندونيسيا تخضع حبوب الكاكاو لتخمير بسيط وتُباع بكميات كبيرة.

## عملية

### الخلفية

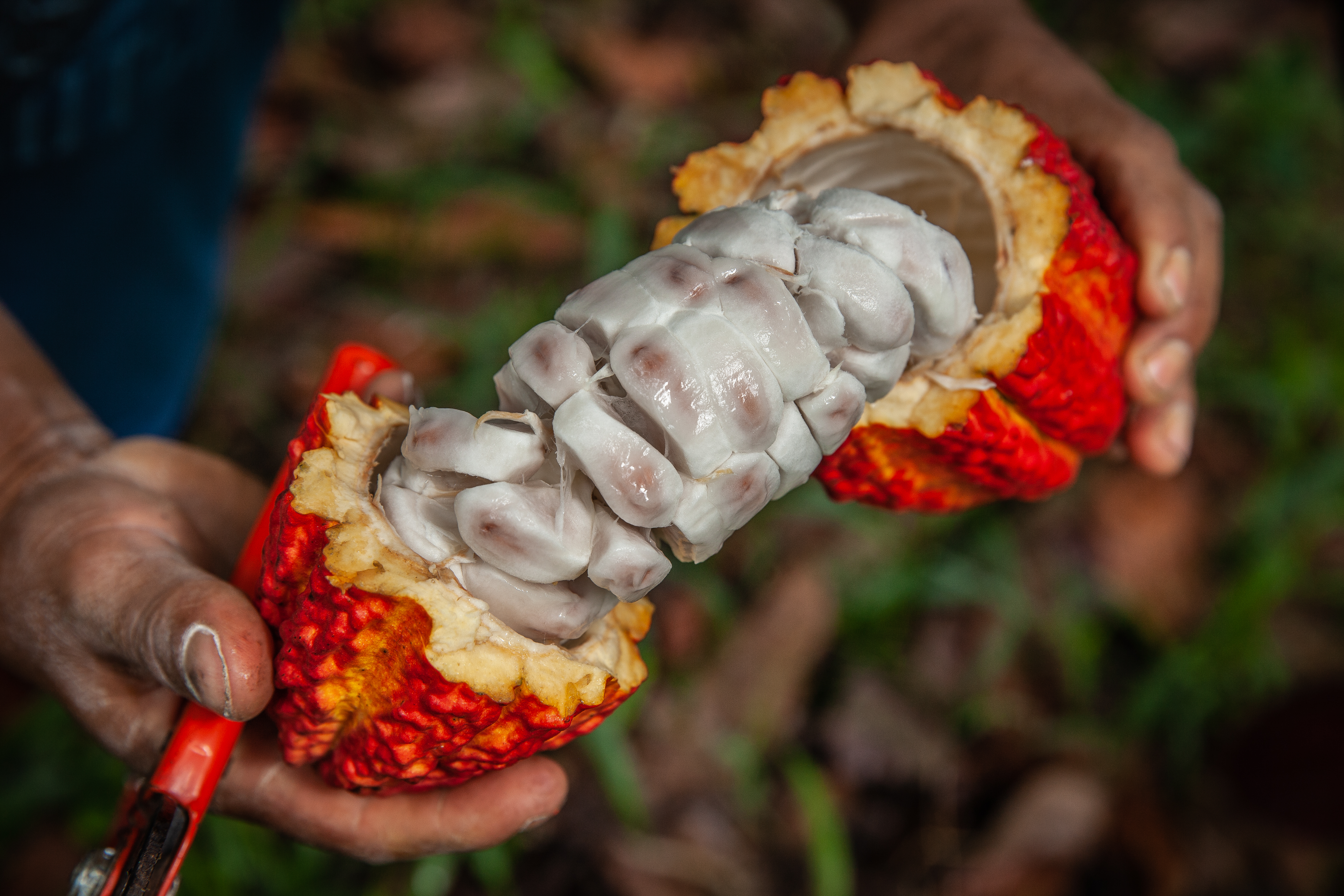
حبوب الكاكاو داخل جراب

ثيوبروما كاكاو شجرة صغيرة تنمو ضمن خط عرض 20 درجة شمالاً على جانبي خط الاستواء. تنمو ثمارها، قرون الكاكاو على طول جذعها وأغصانها السميكة والتي تُقطع عند نضجها بالسكاكين والمناجل. تُقطع هذه القرون أو تُكسر باستخدام السكاكين أو الهراوات لتكشف عن 30-45 حبة بيضاوية (بذرة النبات) مغطاة بلب أبيض. تُزال هذه الحبوب يدويًا، وتُزال المشيمة التي تلتصق بها.